# 羽ノ浦町西春日野
羽ノ浦町西春日野（はのうらちょうにしかすがの）は、徳島県阿南市の大字。2010年10月1日現在の人口は460人、世帯数は139世帯。郵便番号は〒779-1104。

## 地理
阿南市の北部に位置。北から西は小松島市、東は羽ノ浦町春日野、南は羽ノ浦町宮倉に接する。隣接する羽ノ浦町春日野と共に、地内は閑静な住宅団地となっている。

## 歴史
2006年（平成18年）3月20日に那賀郡羽ノ浦町が阿南市と合併し、阿南市羽ノ浦町西春日野になる。

## 施設
- 西春日野浄化センター
- 宮倉神社